# Jozef Thys
Jozef (Jef) Thys (Betekom, 17 maart 1939 - Westerlo, 22 december 2023) was een Belgisch politicus voor de Volksunie.

## Levensloop
Thys studeerde van 1957 tot 1962 rechten aan de Katholieke Universiteit Leuven en werd beroepshalve verzekeringsmakelaar.
Hij werd lid van het Davidsfonds en de Vlaamse Volksbeweging en was politiek actief voor de Volksunie. Voor deze partij was hij van 1977 tot 2006 gemeenteraadslid van Westerlo, waar hij van 1977 tot 1982 schepen en van 1983 tot 1988 burgemeester was. Van 1992 tot 1995 was hij tevens voorzitter van de VU-afdeling van het arrondissement Turnhout.
Van 1981 tot 1985 zetelde hij ook in de Belgische Senaat als rechtstreeks verkozen senator voor het arrondissement Mechelen-Turnhout. In de periode december 1981-oktober 1985 had hij als gevolg van het toen bestaande dubbelmandaat ook zitting in de Vlaamse Raad. De Vlaamse Raad was vanaf 21 oktober 1980 de opvolger van de Cultuurraad voor de Nederlandse Cultuurgemeenschap, die op 7 december 1971 werd geïnstalleerd, en was de voorloper van het huidige Vlaams Parlement.
Hij overleed eind 2023 op 84-jarige leeftijd in een rusthuis in Westerlo.